# هوراسيو لاماس
هوراسيو لاماس (بالإسبانية: Horacio Llamas)‏ مواليد 17 يوليو 1973 في روساريو، سينالوا، هو لاعب كرة سلة مكسيكي سابق بدأ مسيرته الاحترافية في سنة 1996. يبلغ طوله 6 قدم 11 بوصة (2.1 م). مثّل منتخب بلاده. شارك في مسابقة كرة السلة في الألعاب الأولمبية الصيفية. اعتزل اللعب في 2013.

## روابط خارجية
- هوراسيو لاماس على موقع الاتحاد الدولي لكرة السلة (الإنجليزية)
- هوراسيو لاماس على موقع إن بي أي (الإنجليزية)
- هوراسيو لاماس على موقع سبورتس رفرنس (الإنجليزية)
- هوراسيو لاماس على موقع كرة السلة الأوروبية.كوم (الإنجليزية)
- هوراسيو لاماس على موقع ريلجم (الإنجليزية)
- هوراسيو لاماس على موقع بروبوليرز (الإنجليزية)